# Café F.C.
O Centro Associativo de Futebol da Ermera,[carece de fontes?] mais conhecido como Café Futebol Clube, é um clube de futebol asiático da cidade de Gleno, em Timor-Leste.
O clube realiza suas partidas no Estádio Municipal de Ermera, reinagurado em 2019.

## História
O clube foi fundado em 1967 e ao longo dos anos participou de diversos campeonatos nacionais, transformando-se em um time tradicional no país. [carece de fontes?]
Em 2015, com a criação da nova Liga Futebol Amadora, a equipe passou a fazer parte da segunda divisão timorense, permanecendo nesta por duas edições. Contudo, na temporada 2017, a equipa foi relegada para a terceira divisão.[carece de fontes?]